# アドリエンヌ・リッチ
アドリエンヌ・リッチ（日本語表記はエイドリアン・リッシュとも、Adrienne Cecile Rich, 1929年5月16日 - 2012年3月27日）は、アメリカの女性詩人。

## 人物・来歴
メリーランド州ボルティモア生まれ。父親はユダヤ系。ラドクリフ大学卒業。1951年の最初の詩集『世界の変容』は、形而上詩人の伝統に沿った端正なもので高い評価を得たが、1960年代以後、ウィメンズ・リブ運動に加わり、作品の主題も、ベトナム戦争、人種問題、女性解放などになった。1971年、『廃墟への跳躍』で全米図書賞受賞。ニューヨーク大学教授を務めた。
少女時代に兄弟から受けた性的虐待を描いた詩は最も衝撃的で、その女性論エッセイの「強制的異性愛とレズビアン存在」で「レズビアン連続体」「強制的異性愛」という概念を示し、フェミニズム批評に影響を与えた（『血、パン、詩』所収）。しかしリッチの概念は、女に育てられた結果、男は自然に愛着の相手を別の女に移行させられるのに対し、女はむしろ女同士の絆に移行するほうが自然で、愛着の対象を男に変えることには無理が伴うと論じている。
2012年3月27日、関節リウマチの合併症により死去。82歳没。

## 訳書
- 嘘、秘密、沈黙。 アドリエンヌ・リッチ女性論 1966-1978 大島かおり訳 晶文社, 1989
- 血、パン、詩。アドリエンヌ・リッチ女性論 同　1979-1985 晶文社, 1989
- 女から生まれる 高橋茅香子訳 晶文社, 1990
- アドリエンヌ・リッチ詩集 白石かずこ,渡部桃子訳 思潮社, 1993

## 原書
- A change of world [Poems] 1951
- The diamond cutters and other poems 1955
- The Knight : after Rilke 1957
- Snapshots of a daughter-in-law: poems, 1954-1962 1963
- The trees 1964
- Necessities of life : poems, 1962-1965 1966
- Focus 1966
- The will to change; poems 1968-1970 1971
- Diving into the wreck; poems, 1971-1972 1973
- White night 1975
- Twenty-one love poems 1976
- Of woman born : motherhood as experience and institution 1976
- Women and honor : some notes on lying 1977
- The dream of a common language : poems, 1974-1977 1978
- On lies, secrets, and silence : selected prose, 1966-1978 1979
- Compulsory heterosexuality and lesbian existence 1981